# Liste des villes jumelées de France

Carte de la France.

Vous venez d’apposer le modèle de débat d'admissibilité.
Avant toute chose, veuillez créer la page de débat correspondante en cliquant ici.
- Une fois la page de vote initialisée, rafraîchissez cette page, et le bandeau prendra son aspect définitif.
- Si votre débat d'admissibilité est groupé (le motif et l’argumentation doivent être les mêmes), modifiez cette page pour ajouter au modèle le paramètre « cat » suivi du nom de la page de discussion de l’article pour lequel la page de débat existe déjà (ex. : cat=Discussion:Nom_de_l'autre_article). Ensuite, suivez les nouvelles instructions qui apparaissent.
- Vous pouvez également utiliser le paramètre « type » pour faciliter l’accès aux critères d’admissibilité. Exemple : {{suppression|type=mot-clé}}. Liste des mots-clés existants : fiction, musique, art visuel, fanzine, jeu de société, porno, sportif, association, enseignement, société, site web, route, nombre, (Liste complète ici).

| 1. | Créez la page de débat d'admissibilité.                                                                      | Sauvegardez d’abord la page pour l’initialiser puis indiquez votre motivation.                             |
| 2. | Important : ajoutez une entrée dans la section Débat d'admissibilité du jour.                                | Utilisez ce texte : *{{L\|Liste des villes jumelées de France}}                                            |
| 3. | Pensez à informer les contributeurs principaux de la page et les projets associés lorsque cela est possible. | Utilisez ce texte : {{subst:Avertissement débat d'admissibilité\|Liste des villes jumelées de France}}~~~~ |

 (décembre 2016).

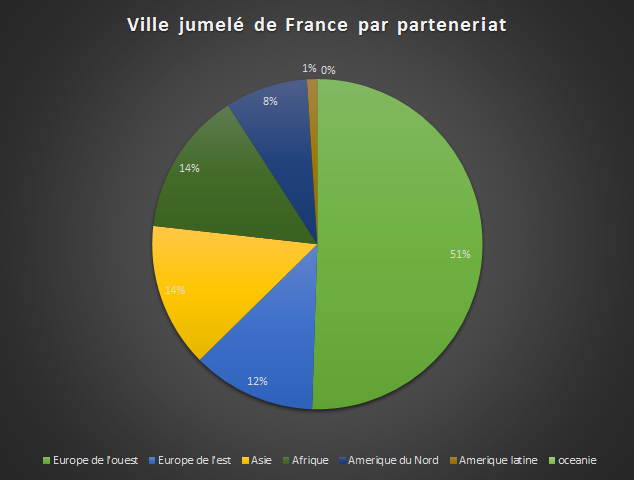
Il s'agit d'une répartition en diagramme circulaire des villes jumelées de France par continent et par partenariat de jumelage inter-cité à l'international montrant les relations internationales qu'entretiennent les pouvoirs publics français à l’échelon communal.

Ceci est une ébauche de liste des villes jumelées de France ayant des liens permanents avec des communautés locales dans d'autres pays. Dans la plupart des cas, en particulier quand elle est officialisée par le gouvernement local, l'association est connue comme « jumelage » (même si d'autres termes, tels que « villes partenaires », « Sister Cities » ou « municipalités de l'amitié » sont parfois utilisés). La plupart des endroits sont des villes, mais cette liste comprend aussi des villages, des districts, comtés, etc., avec des liens similaires.
Une liste plus complète est disponible sur le site de l'Association Française du Conseil des Communes et Régions d’Europe (AFCCRE)
- Haut – A
- B
- C
- D
- E
- F
- G
- H
- I
- J
- K
- L
- M
- N
- O
- P
- Q
- R
- S
- T
- U
- V
- W
- X
- Y
- Z

## A

### Aix-les-Bains(73)
Ville jumelée avec :
- Milena (Italie) depuis 1992
- Moulay Yaâcoub (Maroc) depuis 1993
- Rosemère (Québec) depuis 1980

### Argenteuil (Val-d'Oise)(95)
Ville jumelée avec :
- Alexandrie (Italie)
- Clydebank (Royaume-Uni)
- Dessau-Roßlau (Allemagne)
- Hunedoara (Roumanie)

### Belfort(90)
Ville jumelée avec :
- Delémont  (Suisse) depuis 1985
- Leonberg (Allemagne) depuis 1977
- Stafford (Royaume-Uni) depuis 1999
- Zaporijjia  (Ukraine) depuis 1967[3]

### Bergerac(24)
Ville jumelée avec :
- Faenza (Italie) depuis 1998
- Hohen Neuendorf (Allemagne) depuis 2018
- Kenitra (Maroc) depuis 2016
- Ostrow Wielkopolski (Pologne) depuis 2017
- Repentigny (Canada) depuis 1997

### Besançon(25)
Ville jumelée avec :
- Huddersfield (Angleterre) depuis 1955
- Fribourg-en-Brisgau (Allemagne) depuis 1959
- Pavie (Italie) depuis 1964
- Hadera (Israël) depuis 1964
- Neuchâtel (Suisse) depuis 1975
- Douroula (Burkina Faso) depuis 1985
- Kuopio (Finlande) depuis 1986
- Man (Côte d'Ivoire) depuis 1991
- Tver (Russie) depuis 1996 charte d'amitié conclue en 1988
- Bistriţa (Roumanie) depuis 1997
- Bielsko-Biała (Pologne) depuis 2000
- Charlottesville (États-Unis) depuis le 20 octobre 2006
- Aqabat Jabr (Palestine) depuis 2004
- Matsumae (Japon) depuis 2011

### Brignoles(83)
Ville jumelée avec :
- Brunico (Italie) depuis 1960
- Groß-Gerau (Allemagne) depuis 1959
- Tielt (Belgique) depuis 1958
- Zamotuly (Pologne) depuis 1996

## C

### Cenon(33)
Ville jumelée avec:
- Laredo (Espagne) depuis 1988
- Paredes de Coura (Portugal) depuis 2008
- Meknès (Maroc) depuis 2011
- Arcos de Valdevez (Portugal) depuis 2013
- Hartford (États-Unis) depuis 2016

### Chambéry(73)
Ville jumelée avec :
- Albstadt (Allemagne) depuis 1979
- Turin (Italie) depuis 1957
- Ouahigouya (Burkina Faso) depuis 1991

### Cherbourg-en-Cotentin(50)
Ville jumelée avec :
- Allmendingen (Allemagne)
- Bremerhaven (Allemagne)
- Northeim (Allemagne)
- Poole (Royaume-Uni)

### Conflans-Sainte-Honorine(78)
Ville jumelée avec :
- Hanau-Grossauheim (Allemagne)
- Chimay (Belgique)
- Ramsgate (Royaume-Uni)

### Créteil(94)
Ville jumelée avec :
- Kiryat-Yam (Israël) depuis 1978
- Les Abymes (Guadeloupe) depuis 1981
- Salzgitter (Allemagne) depuis 1982
- Falkirk (Écosse) depuis 1983
- Cotonou (Bénin) depuis 1986
- Mataró (Espagne) depuis 1991
- Gyumri (Arménie) depuis 1998
- Playa (Cuba) (Cuba) depuis 2003
- Loulé (Portugal) depuis 2016

### La Croix-en-Touraine(37)
Ville jumelée avec :
- Birštonas (Lituanie) depuis 1996

## D

### Dijon(21)
Ville jumelée avec:
- York (Royaume-Uni) depuis 1953
- Dallas (États-Unis) depuis 1957
- Mayence (Allemagne) depuis 1958
- Volgograd (Russie) depuis 1959
- Skopje (Macédoine du Nord) 1961
- Reggio Emilia (Italie) 1963
- Cluj-Napoca (Roumanie) depuis 1965
- Pécs (Hongrie) depuis 1966
- Guimarães (Portugal) depuis 2016
- Chefchaouen (Maroc) depuis 2016
- Prague 6 (Tchéquie) depuis 2016
- Dakar (Sénégal) En cours

## E

### Éragny-sur-Oise(95)
Ville jumelée avec :
- Munster (Örtze) (Allemagne)
- Nioko (Burkina Faso)
- Komló (Hongrie)

### Essert(90)
Ville jumelée avec :	
- Ballinamuck (en) (Irlande)[15].

## F

### Franconville(95)
Ville jumelée avec :
- Viernheim (Allemagne) depuis 1966
- Potters Bar (Royaume-Uni) depuis 1973

## G

### Gagny(93)
Ville jumelée avec :
- Minden (Allemagne) depuis 1975
- Charlottenburg-Wilmersdorf (Allemagne) depuis 1995 (arrondissement de Berlin)
- Tavarnelle Val di Pesa (Italie) depuis 1967
- Sutton (Royaume-Uni) depuis 1974 (borough de Londres)
- Gladsaxe (Danemark) depuis 1975
- Apeldoorn (commune) (Pays-Bas) depuis 1995

## L

### Lille(59)
Ville jumelée avec[réf. incomplète] :
- Rotterdam (Pays-Bas) depuis 1958
- Valladolid (Espagne) depuis 1987
- Erfurt (Allemagne) depuis 1988
- Wrocław (Pologne) depuis 1990
- Cologne (Allemagne) depuis 1958
- Kharkiv (Ukraine) depuis 1978
- Leeds (Royaume-Uni) depuis 1968
- Liège (Belgique) depuis 1958
- Turin (Italie) depuis 1958

### Lyon(69)
Ville jumelée avec :
- Birmingham (Royaume-Uni) depuis 1951[20] ;
- Yokohama (Japon) depuis 1959[21] ;
- Francfort-sur-le-Main (Allemagne) depuis 1960[22] ;
- Milan (Italie) depuis 1966[23] ;
- Saint-Louis (États-Unis) depuis 1975[24] ;
- Beer-Sheva (Israël) depuis 1980[25] ;
- Canton (Chine) depuis 1988[26] ;
- Łódź (Pologne) depuis 1991[27] ;
- Sétif (Algérie) depuis 1996[28] ;
- Benghazi (Libye) depuis 2011[29];
- Curitiba (Brésil) depuis 2015[30],[31].

### Le Blanc-Mesnil(93)
Ville jumelée avec :
- Aguiar da Beira (Portugal) depuis 2020
- San Giorgio Albanese (Italie) depuis 2018
- Sandwell (Angleterre) depuis 1985
- Beni Douala (Algérie) depuis 2003
- Debre Berhan (Éthiopie) depuis 1991
- Peterhof (Russie) depuis 1961

### Le Mans(72)
Ville jumelée avec :
- Paderborn (Allemagne)
- Bolton (Angleterre)
- Rostov-sur-le-Don (Russie)
- Vólos (Grèce)

## M

### Malakoff(92)
Ville jumelée avec:
- Olecko (Italie) depuis 1969
- Communauté rurale de Ngogom (Sénégal)
- Hiroshima  (Japon) depuis 1999

### Marly(59)
Ville jumelée avec :
- Olecko (Pologne)
- Vilkaviškis (Lituanie)
- Valmiera (Lettonie)
- Lepe (Espagne)

### Marseille(13)
Ville jumelée avec, :
- Abidjan (Côte d'Ivoire) depuis 1958
- Anvers (Belgique) depuis 1958
- Copenhague (Danemark) depuis 1958
- Gênes (Italie) depuis 1958
- Haïfa (Israël) depuis 1958
- Hambourg (Allemagne) depuis 1958
- Kobé (Japon) depuis 1961
- Dakar (Sénégal) depuis 1968
- Odessa (Ukraine) depuis 1972
- Le Pirée (Grèce) depuis 1984
- Shanghai (Chine) depuis 1987
- Marrakech (Maroc) depuis 2004
- Glasgow (Royaume-Uni) depuis 2006
- Tunis (Tunisie) depuis 2015

### Montluçon(03)
Ville jumelée avec :
- Antsirabe (Madagascar) depuis 2005
- Guimarães (Portugal)
- Hagen (Rhénanie-du-Nord-Westphalie) (Allemagne) depuis 1965
- Leszno (Pologne) depuis 2000

### Montpellier(34)
Ville jumelée avec :
- Louisville (États-Unis) depuis 1955
- Heidelberg (Allemagne) depuis 1961
- Kos (Dodécanèse) (Grèce) depuis 1962
- Barcelone (Espagne) depuis 1963
- Chengdu (Chine) depuis 1981
- Tibériade (Israël) depuis 1983
- Fès (Maroc) depuis 2003
- Tlemcen (Algérie) depuis 2009
- Rio de Janeiro (Brésil) depuis 2011
- Bethléem (Palestine) depuis 2012
- Sherbrooke (Québec) depuis 2013
- Palerme (Italie) depuis 2016

## P

### Plouhinec(56)
Ville jumelée avec :
- Weidenberg (Allemagne)[40]

### Puget-Ville(83)
Ville jumelée avec :
- Roccaforte Mondovi (Italie) depuis 1997[41]
- Aleksandrów Łódzki (Pologne)[42]

## R

### Rennes(35)
Ville jumelée avec :
- Exeter (Royaume-Uni) depuis 1956[43]
- Erlangen (Allemagne) depuis 1964, plusieurs lycées ainsi que les universités sont jumelées[44]
- Sendai (Japon) depuis 1967[45]
- Jinan (Chine) depuis 1985[Note 1]
- Sibiu (Roumanie) depuis 1999[46]

### Rueil-Malmaison (92)
Ville jumelée avec :
- Ávila (Espagne)
- Bad Soden am Taunus (Allemagne)
- Boukhara (Ouzbékistan)
- Dubrovnik (Croatie)
- Elmridge (Royaume-Uni)
- Elseneur (Danemark)
- Fribourg (Suisse)
- Jelgava (Lettonie)
- Kiryat-Malakhi (Israël)
- Kitzbühel (Autriche)
- Le Bardo (Tunisie)
- Lynchburg (États-Unis)
- Oaxaca de Juárez (Mexique)
- Sarajevo (Bosnie-Herzégovine)
- Serguiev Possad (Russie)
- Timișoara (Roumanie)
- Tōgane (Japon)
- Zouk Mikael (Liban)

## S

### Saint-Barthélémy-d'Anjou(49)
Ville jumelée avec :
- Gąbin (Pologne)
- N'Gabacoro (Mali) depuis 2000

### Saint-Denis(93)
Ville jumelée avec :
- Gera (Allemagne) depuis 1959
- North Lanarkshire (Royaume-Uni) depuis 1963
- Sesto San Giovanni (Italie) depuis 1961
- Tuzla (Bosnie-Herzégovine) depuis 1995
- Nazareth (Israël) depuis 2000
- Rafah (Palestine) depuis 2001
- Larbaa Nath Irathen (Algérie) depuis 1998
- Tiznit (Maroc) depuis 2002
- Djélébou (Mali) depuis 1996
- Karakoro (Mali) (Mali) depuis 1996
- Sahel (Mali) depuis 1996

### Saint-Étienne(42)
Ville jumelée avec :
- Geltendorf (Allemagne) depuis 1966
- Wuppertal (Allemagne) depuis 1960
- Coventry (Royaume-Uni) depuis 1955
- Ferrare (Italie) depuis 1960
- Oeiras (Portugal) depuis 1996
- Lougansk (Ukraine) depuis 1959
- Patras (Grèce) depuis 1990
- Windsor (Québec) (Québec) depuis 1963
- Des Moines (Iowa) (États-Unis) depuis 1985
- Nazareth Illit (Israël) depuis 1974
- Ben Arous (Tunisie) depuis 1994

### Saint-Maur-des-Fossés(94)
Ville jumelée avec :
- La Louvière (Belgique) depuis 1966
- Ziguinchor (Sénégal) depuis 1966
- Rimini (Italie) depuis 1967
- Hamelin (Allemagne) (Allemagne) depuis 1968
- Bognor Regis (Royaume-Uni) depuis 1980
- Leiria (Portugal) depuis 1982
- Pforzheim (Allemagne) depuis 1989
- Ramat Hasharon (Israël) depuis 2009

### Saint-Nazaire(44)
Ville jumelée avec :
- Sarrelouis (Allemagne) depuis 1969
- Avilés (Espagne)
- Saint-Hubert (Longueuil) (Québec) depuis 1991
- Sunderland (Royaume-Uni) depuis 1953
- Peillac (France) depuis 1990

### Saint-Omer(62)
Ville jumelée avec, :
- Deal (Kent) (Royaume-Uni) depuis 1973
- Detmold (Allemagne) depuis 1969
- Ypres (Belgique) depuis 1969
- Żagań (Pologne) depuis 2015

### Saint-Quentin(02)
Ville jumelée avec :
- Kaiserslautern (Allemagne) depuis 1967
- San Lorenzo de El Escorial (Espagne) depuis 1987
- Rotherham (Angleterre) depuis 1990
- Tongzhou (Chine) depuis 2015

### Strasbourg(67)
Ville jumelée avec :
- Boston (États-Unis) depuis 1960
- Leicester (Royaume-Uni) depuis 1960
- Stuttgart (Allemagne) depuis 1962
- Dresde (Allemagne) depuis 1990
- Ramat Gan (Israël) depuis 1991

## T

### Toulouse(31)
Ville jumelée avec :
- Tel-Aviv (Israël) depuis 1962
- Atlanta (États-Unis) depuis 1975
- Kiev (Ukraine) depuis 1975
- Bologne (Italie) depuis 1981
- Elche (Espagne) depuis 1981
- Chongqing (Chine) depuis 1981

## V

### Vitry-sur-Seine(94)
Ville jumelée avec :
- Meissen (Allemagne)
- Kladno (Tchéquie)
- Burnley (Royaume-Uni)